# Alexei Alexandrowitsch Balandin
Alexei Alexandrowitsch Balandin (russisch Алексей Александрович Баландин, wiss. Transliteration Aleksei Aleksandrovich Balandin; * 20. Dezember 1898 in Jenisseisk, Russisches Kaiserreich; † 22. Mai 1967 in Moskau, Russische Sowjetrepublik) war ein sowjetischer Chemiker. Sein Hauptarbeitsgebiet lag in der organischen Katalyse. 1943 wurde er korrespondierendes Mitglied und 1946 Vollmitglied der Akademie der Wissenschaften der UdSSR.
Balandin, Sohn des Kaufmanns Alexander Balandin und der Chemikerin Wera Balandina, studierte Chemie an den Universitäten von Tomsk (1917–1920), Petrograd (1920–1921) und Moskau, wo er 1924 sein Studium bei seinem wissenschaftlichen Lehrer Nikolai Selinski abschloss. Zusammen mit Marija Turowa-Poljak entwickelte er einen neuen Katalysator-Typ mit Phosphorsäure auf Aktivkohle. Seit 1929 war er außerordentlicher Professor des Bereiches Anorganische und Analytische Chemie der Lomonossow-Universität. Bei einem einjährigen Auslandsaufenthalt, unter anderem im Labor von Max Bodenstein, konnte er seine Kenntnisse auf dem Gebiet der physikalischen Chemie vertiefen. Er spezialisierte sich auf dem Gebiet der organischen Katalyse. 1934 wurde er ordentlicher Professor. Er arbeitete am Institut für Organische Chemie der Akademie der Wissenschaften der UdSSR und an der Fakultät für Chemie der Lomonossow-Universität und leistete mit seinen Arbeitsgruppen wichtige Beiträge zur heterogenen Katalyse organischer Reaktionen. Für seine wissenschaftlichen Leistungen erhielt er den Leninorden (1954), den Stalinpreis (1946) und den Orden des Roten Banners der Arbeit.
Von März 1949 bis Mai 1953 wurde Balandin im Besserungs- und Arbeitslager NorilLag inhaftiert. Bereits von 1936 bis 1939 war er Opfer staatlicher Repressionen. Später wurde er vollständig rehabilitiert.
Der Balandin-Krater auf dem Mond ist nach ihm benannt. Seit 1993 wird von der Russischen Akademie der Wissenschaften für herausragende Leistungen auf dem Gebiet der Katalyse der Balandin-Preis verliehen.

## Bibliographie
- Multiplet Theory of Catalysis (1929).